# Battaglia di Monte Suello
(Giuseppe Garibaldi ai suoi volontari, che, poco prima della battaglia, si lamentavano per la fitta pioggia. Rocca d'Anfo, 3 luglio 1866)
La battaglia di Monte Suello fu un episodio della terza guerra di indipendenza italiana e fu combattuta il 3 luglio 1866 nel Comune di Bagolino dal primo pomeriggio alla sera, per un totale di cinque ore, tra il 1º e il 3º reggimento del Corpo Volontari Italiani di Giuseppe Garibaldi, fra i quali era il futuro Presidente del Consiglio Alessandro Fortis, e gli austriaci dell'8ª Divisione del generale Von Kuhn. Vinta dai garibaldini, costrinse gli austriaci a ritirarsi dalla piana della Valle del Chiese e a ripararsi oltre i forti di Lardaro e d'Ampola. Nel combattimento rimase ferito anche Giuseppe Garibaldi che per spronare i suoi uomini in difficoltà per l'attacco nemico, si spinse fin sotto le linee austriache.

## Premessa
Il generale von Kuhn aveva predisposto un piano offensivo per espugnare la Rocca d'Anfo in tre direttrici d'attacco ordinando al tenente colonnello Heribert Höffern von Saalfeld di occupare il 30 giugno Riccomassimo, Monte Macao, Vessil e Col Bruffione e di proseguire il 1º luglio a Bagolino, facendo delle diversioni verso il Passo del Maniva e Passo di Crocedomini sopra Breno; al centro dello schieramento, al capitano Ludwig von Gredler con quattro compagnie della brigata di Bruno Freiherr von Montluisant e una compagnia di volontari viennesi-tirolesi, di attestarsi, per la giornata del 2, nella Valle del Chiese a Monte Suello con il compito di sbarrare il passo alla fortezza di Rocca d'Anfo e infine a sud, al tenente colonnello Hermann Thour von Fernburg con la sua mezza brigata, dopo essersi assicurato il controllo di tutti i passi della Valle di Ledro (Passo Nota e Tremalzo), di occupare Magasa, Turano e la Val Vestino, il 1º luglio, e il 2, per il monte Vesta e Manos, rispettivamente sopra Bollone e Capovalle, di procedere al completo accerchiamento della Rocca d'Anfo scendendo a Treviso Bresciano e a Idro. L'operazione in Val Camonica fu invece affidata alla mezza brigata del maggiore Alexander von Metz.
Il generale Giuseppe Garibaldi, la mattina del 3 luglio, osservando da Rocca d'Anfo i movimenti degli austriaci che occupavano la chiesetta di Sant'Antonio nei pressi di Ponte Caffaro ordinò perentoriamente al colonnello Clemente Corte, comandante della 4ª Brigata Volontari Italiani, composta dal 1º e dal 3º Reggimento, supportata dal 1º Battaglione Bersaglieri genovesi del maggiore Antonio Mosto e una Batteria di artiglieria da montagna del Regio esercito, di “cacciare quei mosconi” dalle loro posizioni.

## La battaglia
Alle 14.00 del pomeriggio si accesero i primi violenti scontri. Il colonnello Corte avanzò con sei compagnie del 1º Reggimento in colonna per quattro sulla strada che sale a Bagolino fiancheggiato a sinistra, sulle falde del monte, dalla compagnia di Bersaglieri genovesi, e sostenuto alle spalle da una sezione di artiglieria e dalla riserva del 3º Reggimento di Giacinto Bruzzesi. Gli austriaci, circa 868 uomini, inquadrati in quattro compagnie di Kaiserjäger, la 31ª, 32ª, 35ª e 36ª, del VI Battaglione della mezza Brigata del colonnello Heribert Höffern von Saalfeld comandati dal capitano Ludwig von Gredler, appostati strategicamente sulle falde del monte e distesi lungo la strada cominciarono a sparare all'avanzata delle camicie rosse.
Alcuni ufficiali furono subito uccisi o colpiti, lo stesso generale Garibaldi accorso sul posto fu ferito alla coscia sinistra da un maldestro suo soldato e, sostenuto dal capitano Ergisto Bezzi, fu immediatamente trasportato nei pressi di un casolare di San'Antonio per essere curato dal medico palermitano Enrico Albanese e da Jessie White Mario e successivamente trasferito all'interno della Rocca d'Anfo.

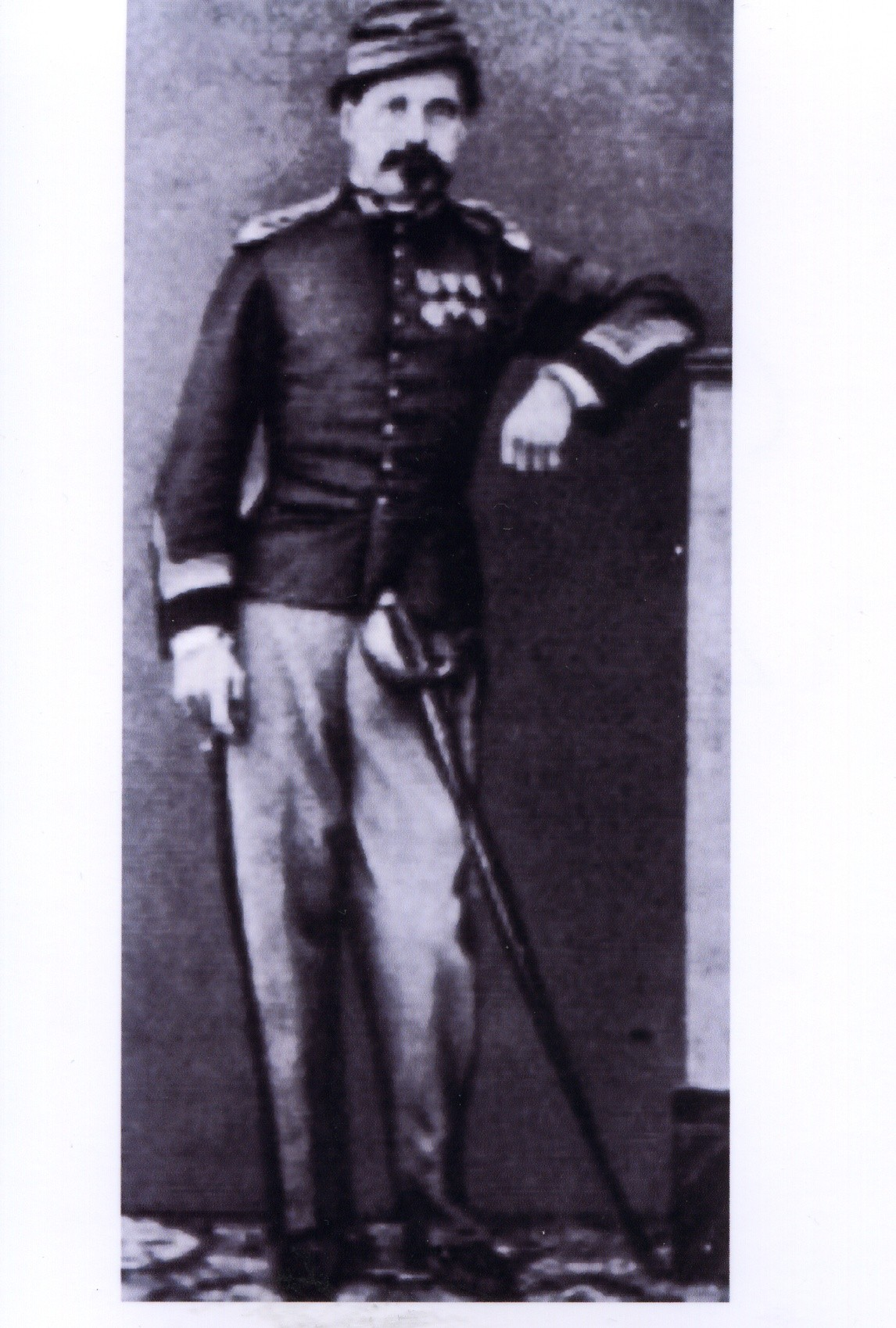
Il colonnello Giacinto Bruzzesi, medaglia d'oro al valore militare per l'eroico comportamento a Monte Suello

Gli austriaci imbaldanziti, credendo di avere la vittoria a portata di mano, iniziarono ad avanzare minacciosamente lungo le pendici del monte con tutte le loro forze, cinque compagnie di 7-800 uomini, costringendo i garibaldini a mettersi “al coperto dai fuochi troppo micidiali del nemico ed a cui era impossibile di rispondere”. Poco prima, alle ore 13.00, una colonna austriaca al comando del capitano Schiffler era avanzata minacciosamente sulla strada di Ponte Caffaro fino alla chiesa di San Giacomo, ove era caduta sotto il tiro di due cannoncini delle due imbarcazioni della Dogana di confine operante in prossimità delle sponde del lago d'Idro. Alle 15.00 gli austriaci furono fermati da il contrassalto di una Compagnia dei Bersaglieri genovesi con il concorso di quattro pezzi di artiglieria.
Tutto sembrava perso per gli italiani premuti dall'ultimo assalto nemico, anche se tra le file degli austriaci si annoveravano caduti e feriti tra cui il capitano Spagnoli, comandante della 31ª e 32ª Compagnia, che ferito ad un occhio dovette ritirarsi dal combattimento cedendo il comando al capitano Walter. La giornata fu salvata, come ebbe a dichiarare Giuseppe Garibaldi, per “il sangue freddo e il coraggio” del colonnello Giacinto Bruzzesi che occupate le alture di Sant'Antonio vi posizionò due cannoni della Batteria da montagna del Regio esercito iniziando un tiro micidiale sulla colonna degli austriaci e infine lanciò un ultimo risolutivo assalto con sette compagnie. Gli austriaci cedettero all'impeto e in breve furono costretti, verso le 19.00, a ritirarsi sul dosso del Monte Suello che poi abbandonarono furtivamente nel corso della notte, coperti in retroguardia dal capitano Schiffler e dalla 1ª Compagnia Tiragliatori volontari viennesi-tirolesi (Wien-Tiroler Scharfschützenkompanien), riparando a Ponte Caffaro e Lodrone e poi successivamente una parte nei forti di Lardaro, l'altra in quello d'Ampola.
Più a nord anche il colonnello Heribert Höffern von Saalfeld, che aveva tentato inutilmente da Bagolino di raggiungere la Valle di Levrazzo per piombare alle spalle degli italiani, aveva cominciato la ritirata su posizioni più arretrate, azione completata il 4 luglio sulla malga di Bruffione e la retrocessione successiva verso Roncone e i Forti di Lardaro.
Lo stesso generale Giuseppe Garibaldi descrisse così nelle sue "Memorie" i fatti accaduti in quella giornata: "Per un pezzo tutto andava bene, ed il nemico ripiegava davanti alla bravura dei nostri; ma essendo esso rinforzato dalle riserve che coronavano le alture di monte Suello, e trovando i nostri militi posizioni sempre più formidabili, furono alla fine fermati nel loro slancio... Infine la giornata restò indecisa, e si rimase nelle posizioni sotto monte Suello. Ferito alla coscia sinistra, fui obbligato a ritirarmi".
L'esito della battaglia rimase in ogni modo incerto per molte ore e il Corte, temendo un contrassalto della mezza brigata del colonnello Hermann Thour von Fernburg a Moerna, ordinò l'immediata ritirata di tutti reparti operanti nella Val Vestino al comando del maggiore Luigi Castellazzo e quella dei suoi uomini nella Rocca d'Anfo.
Durante la notte dal 3 al 4 arrivarono di rinforzo ad Anfo i primi reparti del 9º Reggimento di Menotti Garibaldi, e nel giorno successivo, il 1º Battaglione di questo comandato dal maggiore Enrico Cairoli, occupò la vetta di Monte Suello, mentre il 2º Battaglione si stabilì a presidio di Bagolino.

## Conclusione
Con quest'ultima operazione si concludeva quasi completamente il piano predisposto dal generale Von Kuhn che non raggiungeva gli obiettivi preventivati, ossia la cacciata degli italiani dal Trentino mediante l'accerchiamento della Rocca d'Anfo, mentre l'unica azione austriaca ancora in atto e di una certa entità rimaneva quella in Valcamonica. Gli italiani con la vittoria occupavano la piana del fiume Chiese, la Val Vestino apprestandosi a porre l'Assedio del Forte d'Ampola e la marcia di avvicinamento verso i forti di Lardaro.

## Le perdite
Le truppe volontarie italiane accusarono 70 morti (3 ufficiali), 266 feriti (14 ufficiali), 22 dispersi. I dati sono discordanti per quanto riguarda le perdite nemiche che, secondo fonti italiane, furono di 15 morti (1 ufficiale) e 43 (2 ufficiali) feriti mentre le relazioni militari austriache riportano 10 morti e 18 feriti.

## Galleria d'immagini
| - Il cippo, situato nei pressi del sacrario, che ricorda il luogo del ferimento di Garibaldi e l'uccisione del capitano Angelo Bottino - Il luogo della battaglia visto da Sant'Antonio - Il sacrario di Monte Suello - L'entrata del sacrario di Monte Suello - La chiesa di Sant'Antonio vista dal sacrario. Qui, fu piazzata l'artiglieria garibaldina |